# سیکلوپنتانول
سیکلوپنتانول (به انگلیسی: Cyclopentanol) یک ترکیب شیمیایی با شناسه پاب‌کم ۷۲۹۸ است. که جرم مولی آن ۸۶٫۱۳۲۳ g/mol می‌باشد. شکل ظاهری این ترکیب، مایع بی‌رنگ است.